# 比奇洛鎮區 (堪薩斯州馬歇爾縣)
比奇洛鎮區（英語：Bigelow Township）為美國堪薩斯州馬歇爾縣轄下的鎮區。2010年美国人口普查中此鎮區人口有37人。

## 地理
比奇洛鎮區涵蓋總面積為97.8平方（37.78平方英里），其中陸地面積為96.4平方（37.21平方英里），水域面積為1.5平方（0.57平方英里）或1.51%。海拔高度364（1,194英尺）。

## 人口統計
根據2010年美國人口普查，比奇洛鎮區人口有37人，其中男性有19人，女性有18人，人口密度為每平方公里0.38人，住房計24戶。鎮區內的白人有37人，非裔美國人有0人，美洲原住民有0人，亞裔美國人有0人，太平洋島裔美國人有0人，其他種族有0人，混血種族則有0人。此外鎮區內有0人為西班牙裔或拉丁裔美國人。此鎮區之年齡中位數為46.5歲，而男性年齡中位數為46.5歲，女性年齡中位數為48.5歲。